# Maison arboricole

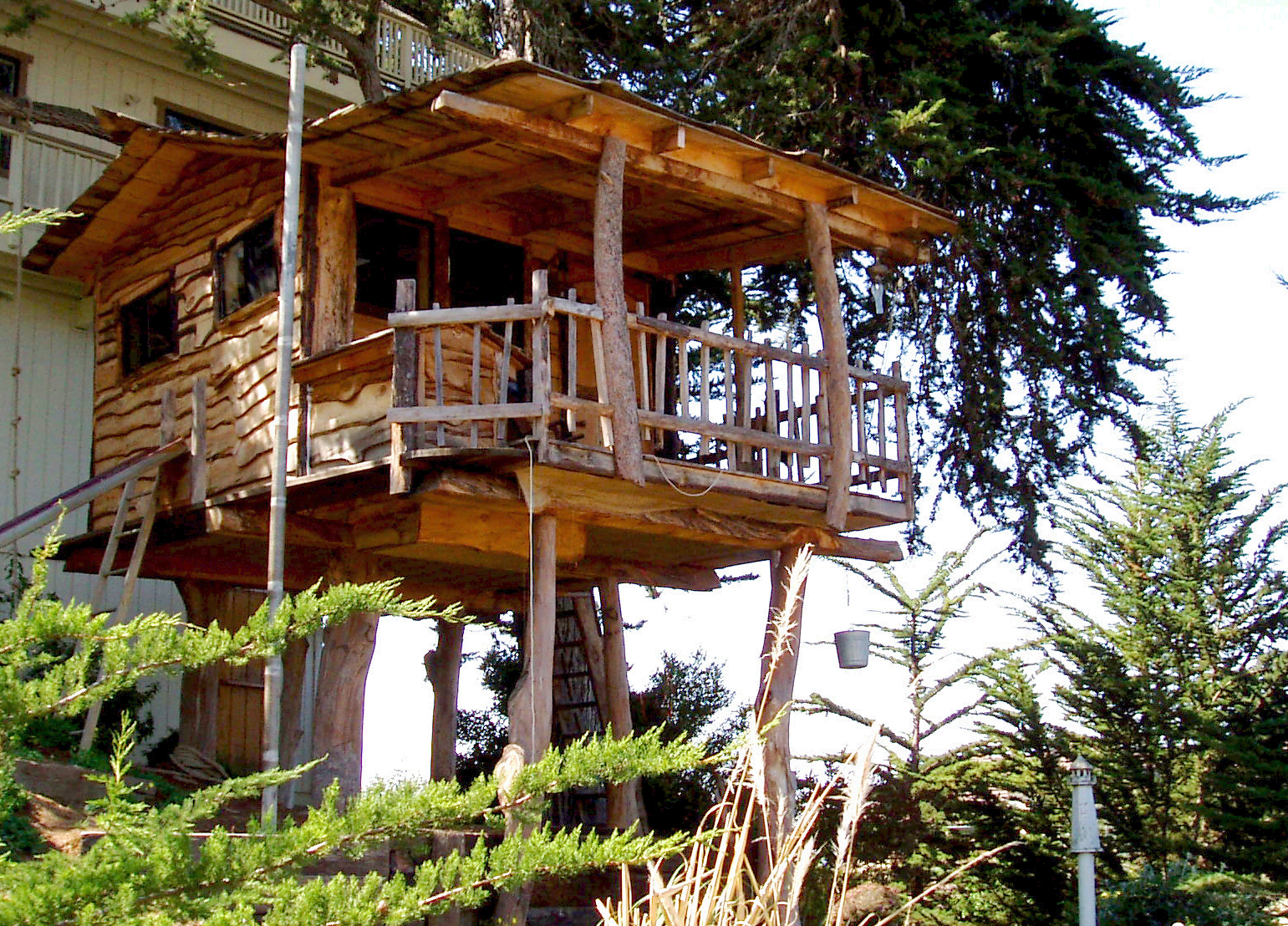
Cabane dans les arbres pour des enfants en Californie.

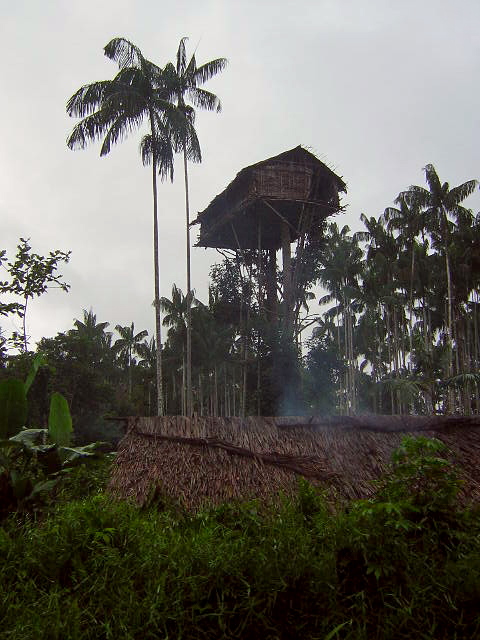
Maison arboricole de Korowai, Nouvelle-Guinée occidentale.

Une maison arboricole ou maison dans les arbres est une maison construite au sein d'un ou de plusieurs arbres. Elle peut être utilisée comme habitation, abri, espace de travail, plateforme d'observation ou dans un but récréatif.

## Abris
Les maisons arboricoles permettent de construire des abris dans les zones forestières sans avoir à déboiser. La faune, le climat et la lumière au sol dans les zones de forêt dense, comme la canopée, ne facilitent l'occupation humaine. Dans certains lieux des tropiques, les maisons sont construites dans les arbres ou sur pilotis pour protéger les habitations des dangers présents au sol et mettre les habitants et les réserves de nourriture hors de portée des animaux.
Les Korowais, une tribu papou au sud-est de Irian Jaya, vivent dans des maisons construites dans les arbres à près de 40 mètres de hauteur pour se protéger de la tribu de chasseurs de têtes voisine, les Citaks.

## Matériaux
Les maisons arboricoles peuvent être construites à partir de nombreux matériaux. Le bois est habituellement utilisé pour la structure et pour le bardage en raison de sa résistance, sa disponibilité naturelle, son faible poids et son faible coût. L'acier est utilisé pour les câbles, les supports et les boulons.

## Vogue
Depuis le milieu des années 1990, la vogue des maisons arboricoles récréatives s'est étendue aux États-Unis et à l'Europe. Ceci est dû notamment à l'intérêt croissant de la population pour les problèmes environnementaux et le développement durable.
Il existe de nombreux constructeurs aux États-Unis et en Europe spécialisés dans la construction de maisons arboricoles, de la cabane récréative à la structure entièrement habitable.
La plus grande maison arboricole du monde se trouvait à Crossville, Tennessee. Elle fut bâtie dans les années 1990. Elle comptait 5 étages et 80 pièces. En octobre 2019, un incendie dont la cause n'a pas été identifiée a mis en cendres la maison en l'espace de quinze minutes.

## Occupation d'arbres
Les maisons arboricoles sont parfois utilisées dans des mouvements de désobéissance civile selon la technique dite de l'« occupation d'arbres » (tree sitting), par exemple par des environnementalistes pour lutter contre la construction de routes ou la déforestation. Il peut s'avérer difficile, coûteux et dangereux de déloger des protestataires de maisons dans des arbres.
Julia Butterfly Hill, une militante américaine, a occupé un séquoia à feuilles d'if pendant 738 jours, de décembre 1997 à décembre 1999, sauvant ainsi l'arbre sur lequel elle s'était installée et d'autres séquoias aux alentours. Elle vivait sur deux plateformes de 3 m2 à 55 mètres au-dessus du sol,.